# Kamenosochařství
Kamenosochařství je umělecký a řemeslný podobor kamenictví a zároveň i sochařství. Umělec/řemeslník v tomto oboru se nazývá kamenosochař a je to kameník specializovaný na zhotovování kamenných soch, čili je zároveň i sochařem. V užším významu se někdy slovo kamenosochař používá jen pro mužské sochaře a jejich ženský protějšek se označuje jako kamenosochařka.
Kamenosochař musí zvládnout kromě základního opracovávání kamene i zvětšování, zmenšování a kopírování (většinou pomocí tečkovacího strojku) kamenných modelů sochařských objektů.